# Рогозово
Рогозово е историческо село в Югоизточна България, намирало се в Община Ивайловград, област Хасково.

## История
Първоначално се нарича Асърлъка. При избухването на Балканската война в 1912 година един човек от Асърлъка е доброволец в Македоно-одринското опълчение.
През 1934 година е преименувано на Рогозово. През 1965 година е закрито.

## Личности
Родени в Рогозово
- Георги Иванов Христов, македоно-одрински опълченец, четата на Никола Чавеов, 1 рота на 15 щипска дружина[3]